# جداره مسافرخانه ایران
جداره مسافرخانه ایران مربوط به دوره پهلوی دوم است و در تبریز، خیابان ۲۲ بهمن، نرسیده به میدان قونقا واقع شده و این اثر در تاریخ ۳۰ بهمن ۱۳۸۶ با شمارهٔ ثبت ۲۱۰۹۳ به‌عنوان یکی از آثار ملی ایران به ثبت رسیده است.